# Goito
Goito (Gùit in dialetto alto mantovano) è un comune italiano di 10 098 abitanti della provincia di Mantova in Lombardia. Fa parte dei comuni dell'Alto Mantovano. Per estensione si trova al terzo posto tra i comuni della provincia di Mantova.
La località è sempre stata un importante snodo viario, vista la sua posizione strategica sulla sponda destra del Mincio, lungo tre direttrici principali: la "strada napoleonica interprovinciale Mantova-Brescia" (poi strada statale 236 Goitese), il percorso che collega Mantova (16 km a sud) e il lago di Garda (26 km a nord) e il tracciato dell'antica via Postumia fra Cremona (65 km a sud-ovest) e Verona (40 km a nord-est).

## Geografia fisica

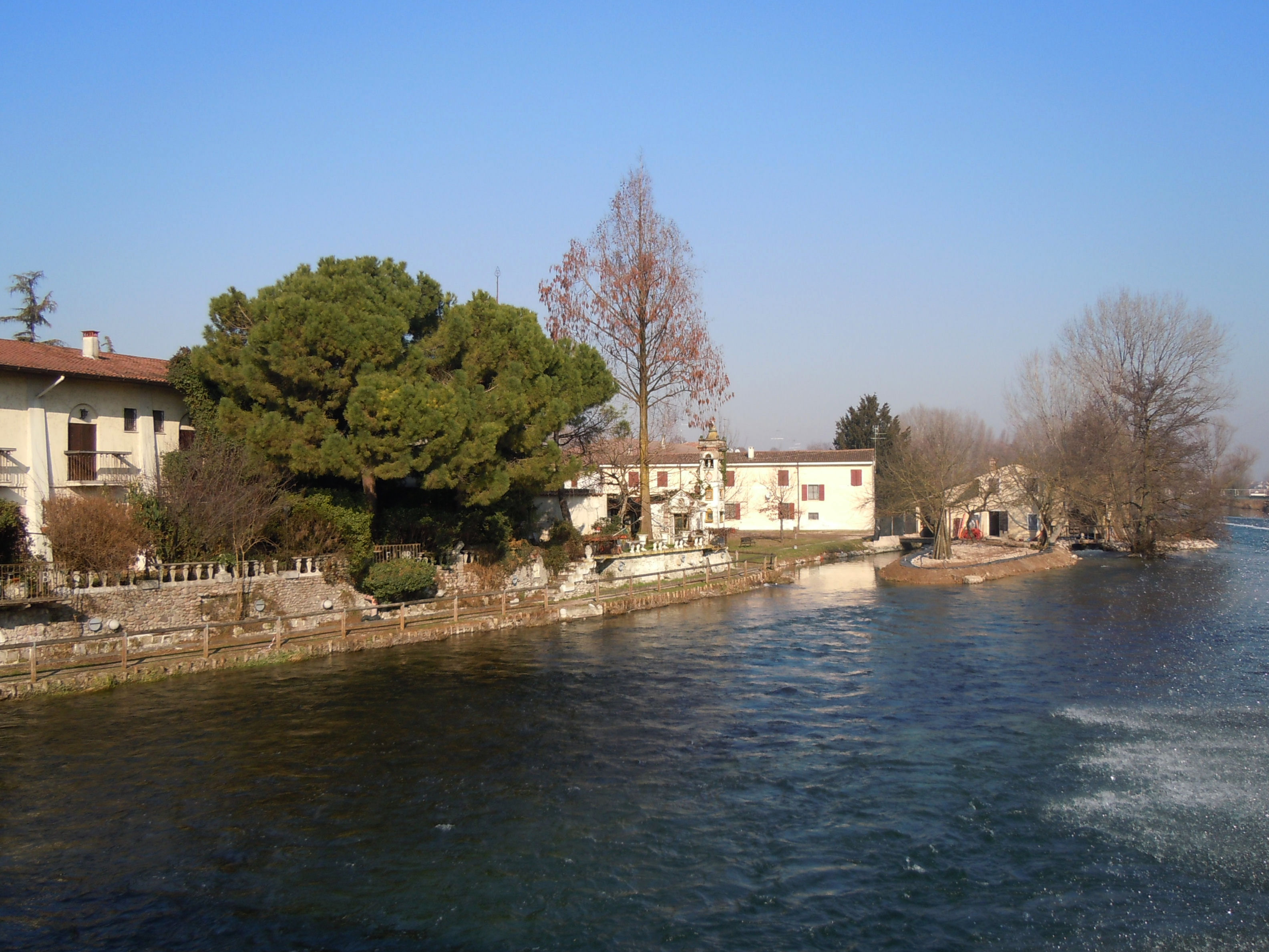
Il Mincio a Goito (vista dal "Ponte della Gloria").

Attraversato da nord a sud dal corso del fiume Mincio, tutto il centro abitato di Goito fa parte dal 1984 del Parco regionale del Mincio i cui estesi vincoli, dopo l'intenso sviluppo urbanistico dell'ultimo dopoguerra, ne hanno cristallizzato l'assetto impedendo qualsiasi intervento di rinaturalizzazione e fruizione ambientale delle sponde e mantenendo come unica connessione con il fiume il Ponte della Vittoria che collega il rione destro con il rione sinistro della città.
 Dal 2005, perciò, è stata decisa la creazione di un "parco urbano" per rivitalizzare le aree prodiere recuperandole all'utilizzo cittadino.

## Origini del nome
Il nome di Goito deriva dal latino guttus, con probabile riferimento al fiume Mincio.

## Storia
Stando alle fonti tradizionali, Goito venne fondata dai Romani all'inizio del II secolo a.C. (le colonie romane di Mantova e Cremona risalgono rispettivamente al 214 e 218 a.C.) come insediamento difensivo per l'attraversamento del Mincio lungo la via Postumia (che collegava Cremona a Verona).
Sul finire del V secolo, dopo la caduta dell'Impero romano d'Occidente, divenne una fortezza dei Goti (Ostrogoti, Visigoti o entrambi), dai quali appunto deriverebbe il nome Goito, per essere successivamente conquistata prima dai Longobardi e poi dai Franchi.
La sua cruciale ubicazione geografica lungo il Mincio e la via Postumia ne determinò l'importanza anche in epoca medievale, prima sotto il dominio imperiale (rappresentato dalla potente famiglia Canossa) e poi come libero comune. Nel XV secolo Goito fu contesa da Visconti e Gonzaga finché, dopo la battaglia del 14 giugno 1453, entrò a far parte stabile dei possedimenti del marchese di Mantova Ludovico III Gonzaga, che diede notevole impulso al rilancio dell'economia locale (la costruzione del cosiddetto Naviglio di Goito, il ponte in mattoni sul Mincio e il restauro delle fortificazioni) e vi eresse una propria residenza (cui lavorò anche il Mantegna nel 1463-64) dove morì di peste nel 1478. Nella seconda metà del Cinquecento la città conobbe nuova prosperità con i duchi Guglielmo e Vincenzo I Gonzaga.

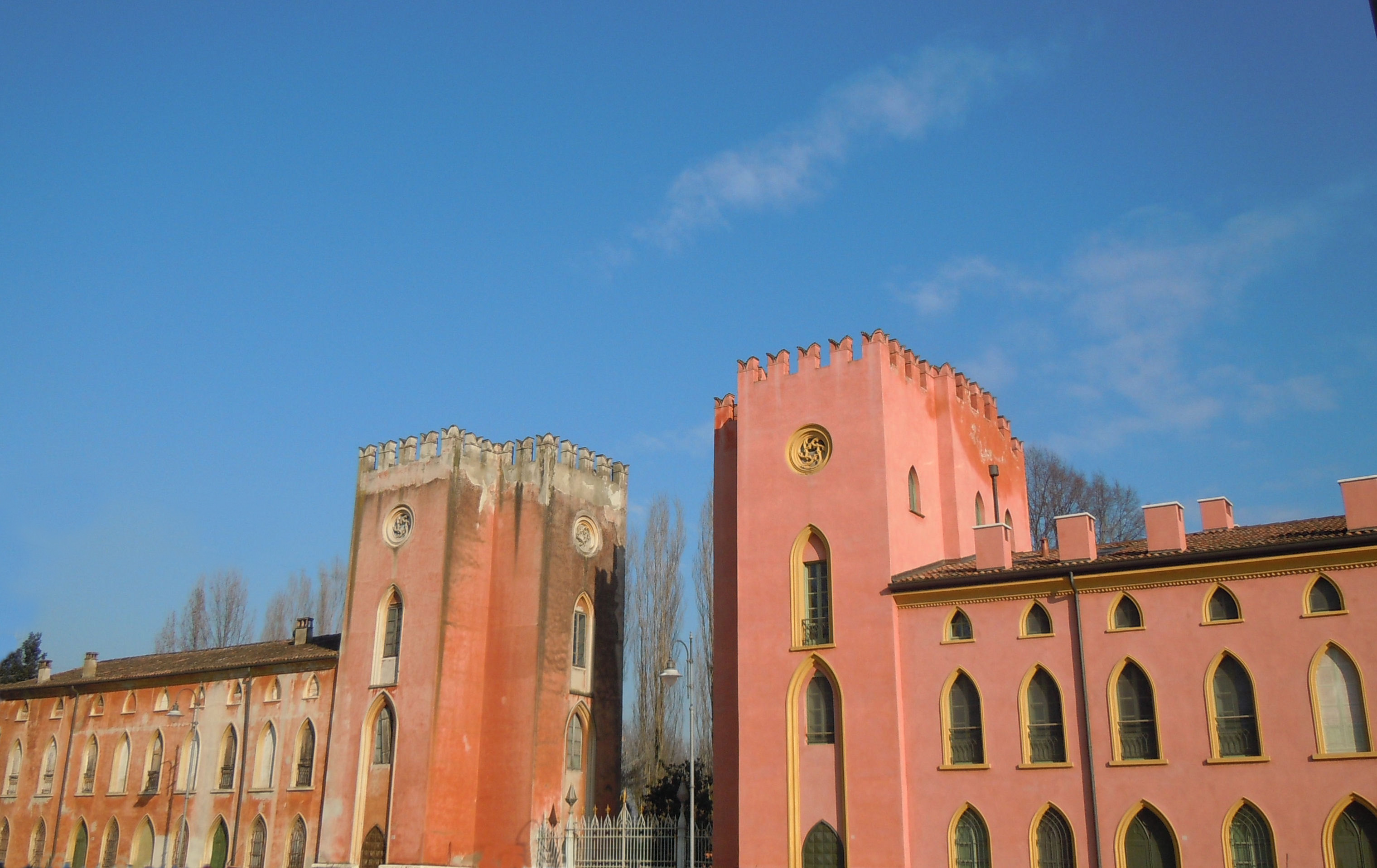
Palazzo in piazza Matteotti.

Seguirono il declino della dinastia e la decadenza dei possedimenti gonzagheschi, che nel 1708 furono annessi al ducato di Milano in mani austriache, non prima di aver subito gli ingenti danni del terremoto del 5 luglio 1693 (crollo della borgata del Merlesco, delle mura della rocca e di parte della chiesa parrocchiale). Alla fine del Settecento la città fu conquistata dai francesi e più tardi riconquistata dagli austriaci.
Le più celebri battaglie qui combattute furono quelle della prima guerra di indipendenza: la Battaglia del ponte di Goito si svolse l'8 aprile 1848 e segnò il battesimo del fuoco per il corpo dei bersaglieri del generale Alessandro La Marmora (gravemente ferito nel corso della battaglia) che conquistarono il ponte sul Mincio sloggiandone gli austriaci; la Battaglia di Goito invece ebbe luogo sulle sponde del Mincio il 30 maggio 1848 quando l'esercito di Carlo Alberto di Savoia sconfisse gli austriaci in marcia verso Mantova e l'altra sponda del fiume. Dieci anni più tardi, la vittoriosa conclusione della seconda guerra di indipendenza portò all'annessione di Goito e di tutta la Lombardia al regno sabaudo e poi a quello d'Italia (1861).
Estraneo agli avvenimenti della Grande Guerra, pur pagando il suo alto tributo di soldati morti in battaglia o per le ferite riportate, Goito seguì il destino di molti comuni del Nord Italia durante il secondo conflitto mondiale: la liberazione avvenne, con l'ingresso delle truppe alleate lungo la via principale del paese, la mattina del 26 aprile 1945.

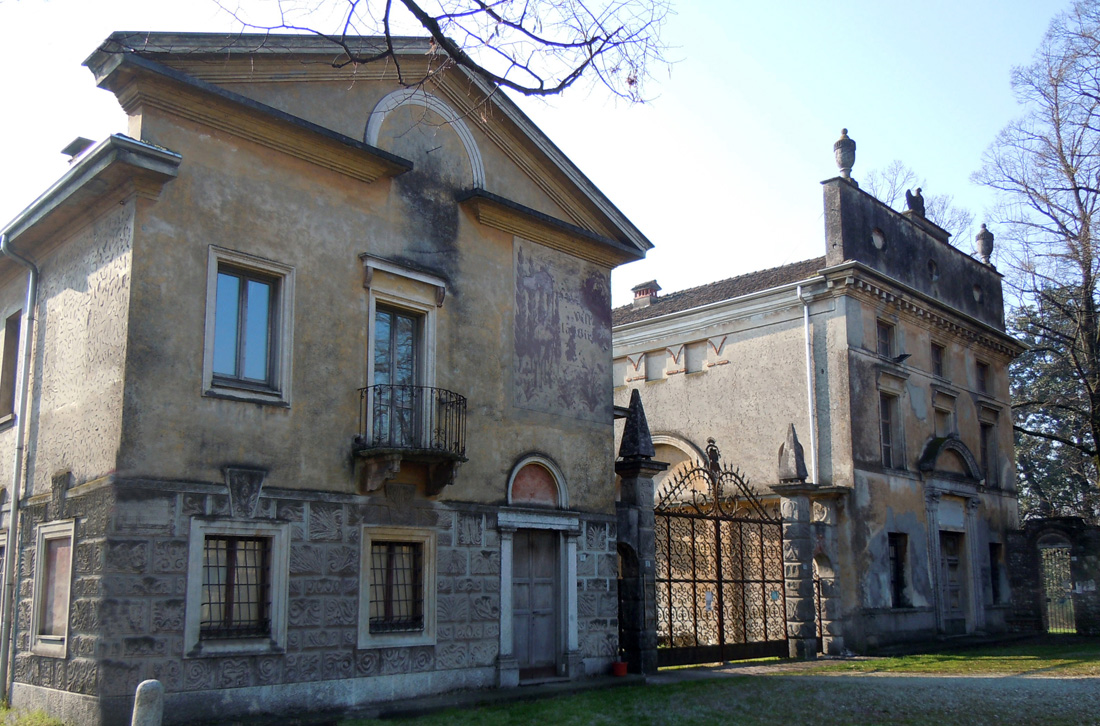
Villa Giraffa

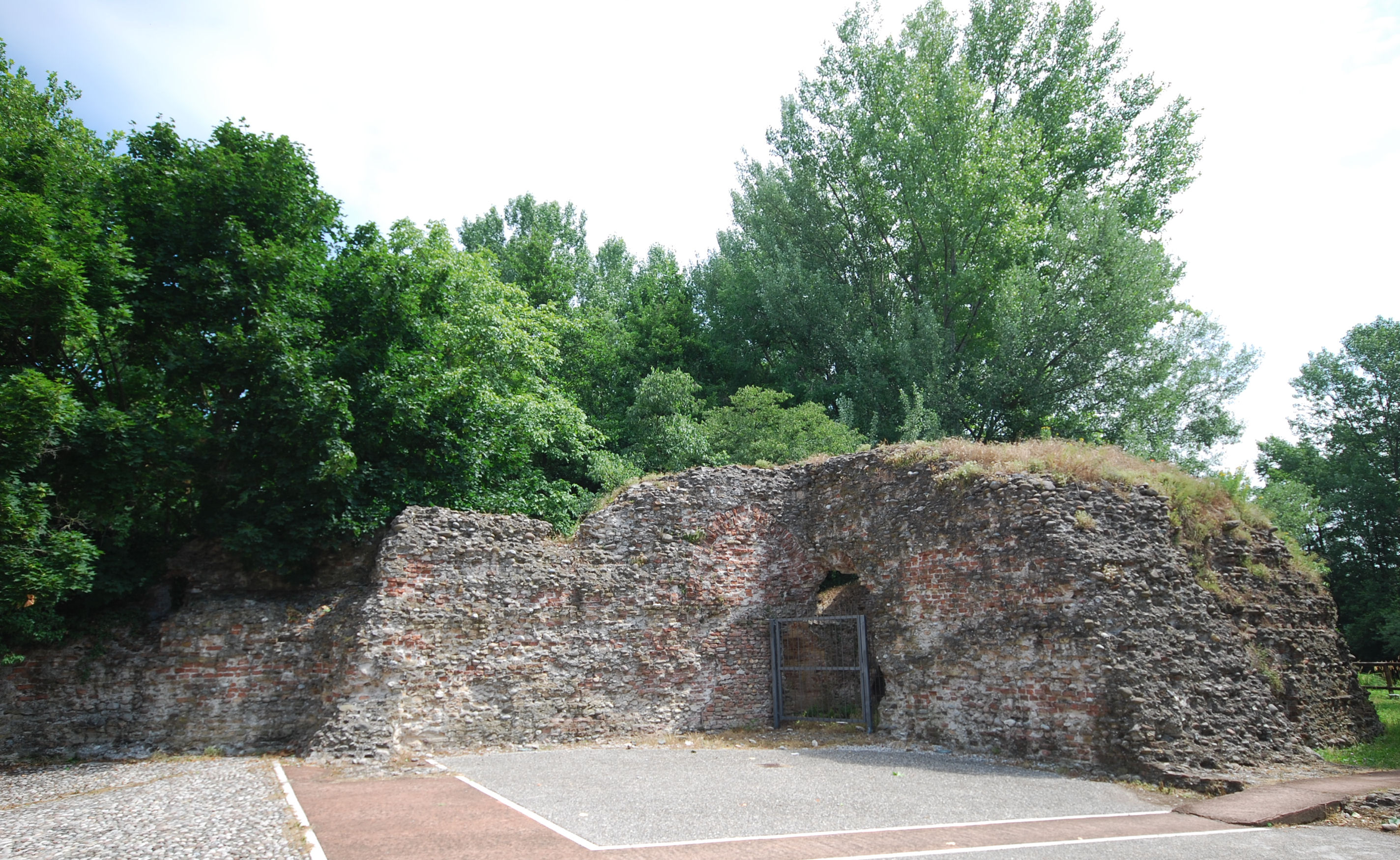
Ruderi del castello

## Monumenti e luoghi d'interesse

### Architetture religiose
- Chiesa di San Pietro Apostolo
- Chiesa di Massimbona
- Chiesa di Santa Margherita Vergine e Martire nella frazione di Solarolo

### Architetture militari
- Castello
- Castello di Cerlongo

### Architetture civili
- Torre civica
- Ponte della Gloria
- Villa Giraffa
- Villa Moschini
- Corte Villabona
- Monumento al Bersagliere
- Teatro comunale

## Società

### Evoluzione demografica
Abitanti censiti

### Etnie e minoranze straniere
Al 31 dicembre 2022 gli stranieri residenti sono 1399, pari al 12,91% della popolazione.

## Cultura
Vi nacque Sordello da Goito, poeta, trovatore e giullare del XIII secolo.

## Economia
L'economia goitese, come gran parte del territorio mantovano, è storicamente legata al settore primario. La presenza di prati stabili, noti fin dal '400, rappresenta una peculiarità dell'agricoltura locale, che unita alla forte presenza di allevamenti bovini permette di ottenere latte di altà qualità necessario alla produzione del Grana Padano DOP. Altrettanto diffuso è l'allevamento suino, mentre le principali coltivazioni sono costituite da mais e frumento. Il settore secondario è in gran parte caratterizzato dalla presenza di piccole e medie imprese, operanti in diversi campi. In particolare il comune di Goito, con gli adiacenti comuni di Marmirolo, Porto Mantovano e Roverbella, è situato all'interno di un distretto di eccellenza dedito alla progettazione, costruzione e commercializzazione di macchine automatiche per l'imbottigliamento e l'etichettatura.
A partire dal dopoguerra si è sviluppata una fiorente attività estrattiva di ghiaia e sabbia, che negli anni ha fortemente influito sull'aspetto paesaggistico lasciando sul territorio un'innumerevole quantità di cave.

## Infrastrutture e trasporti
Il comune di Goito è attraversato dalla strada statale 236 Goitese, che rappresenta il principale collegamento viario tra i due capoluoghi Mantova e Brescia, e da un tratto dall'antico tracciato della via Postumia.
Fra il 1884 e il 1933 la località era servita da una stazione posta lungo la tranvia Brescia-Mantova-Ostiglia.

## Amministrazione

### Gemellaggi
- Baienfurt, dal 2005[senza fonte]